# 嘉手納ロータリー
座標: 北緯26度21分48秒 東経127度45分21秒 / 北緯26.363295度 東経127.755876度

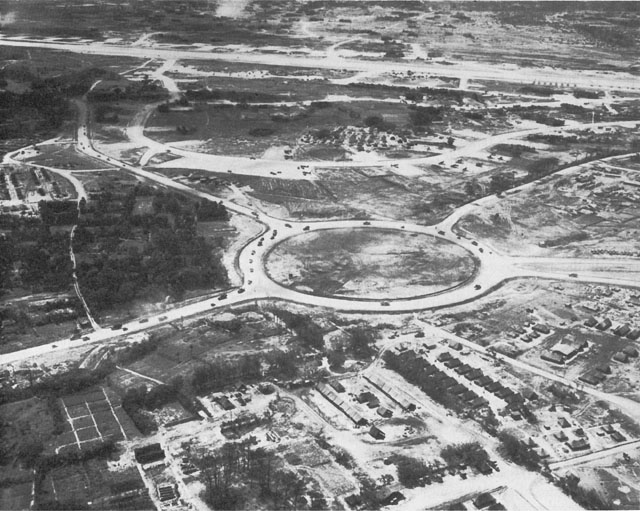
完成直後の嘉手納ロータリー(1945年8月)

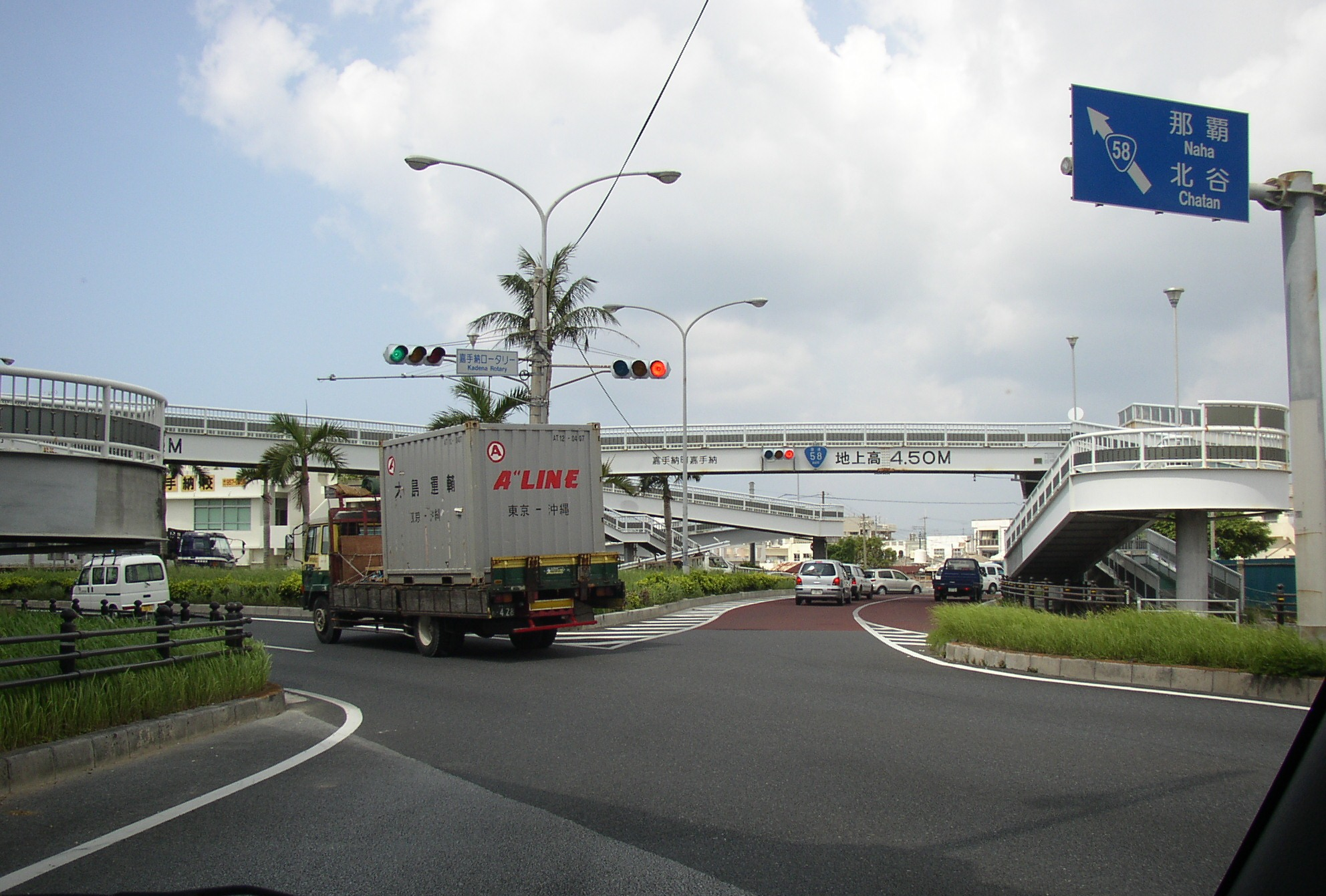
嘉手納ロータリー（2005年）

嘉手納ロータリー（かでなロータリー）はかつて沖縄県中頭郡嘉手納町の中心部にあったロータリー交差点である。

## 歴史
沖縄戦後の1945年（昭和20年）に建設された。
国道58号と主要地方道沖縄嘉手納線（県道74号線）が接続していたロータリー交差点で、直径約120mの「日本一」ともいわれるロータリーであったが、交通量の増加に伴い、休日には交通渋滞が生じ、また、流入部などで交通事故が多発するようになり問題となった。そこで嘉手納町では沖縄米軍基地所在市町村活性化特別事業（沖縄懇談会事業）の一つとして「嘉手納タウンセンター開発事業」と称する中心市街地再開発事業を総事業費約200億円をかけて実施し、それと連携する形で、2007年度に国道58号が嘉手納町役場・嘉手納警察署の東側に建設した新道に移行し、あわせて嘉手納ロータリーが廃止され撤去された。その後、旧ロータリーの東側の位置に国道58号から県道74号線が分岐する通常の三叉路が設けられた。
交差点西側のロータリー跡地には温水プールなどのあるロータリープラザ、防衛省沖縄防衛局などが設けられている。